# Шулькевич, Борис Ананьевич
Борис Ананьевич Шулькевич (1885—1963) — русский военный деятель, полковник РИА, генерал-майор Белой армии.

## Биография
Родился 29 апреля (12 мая по новому стилю) 1885 года в посёлке Нижнетагильского завода Верхотурского уезда Пермской губернии в дворянской семье подполковника корпуса жандармов А. Ф. Шулькевича. Брат С. А. Шулькевича.
В 1902 году окончил Симбирский кадетский корпус и в 1906 году — Павловское военное училище, откуда был выпущен в лейб-гвардии Егерский полк. Подпоручик с 1906 года, поручик с 1908 года, штабс-капитан с 1912 года. В 1913 году Шулькевич окончил офицерский класс 1-й Учебной автомобильной роты.
Был участником Первой мировой войны. Служил командиром 2-го пулеметного взвода 1-й автомобильной пулемётной роты в 1914—1916 годах. В ноябре 1914 года участвовал в боях под Лодзью в составе 1-й армии. Во время войны получил чины капитана (1916) и полковника (1916).
После Октябрьской революции, в начале 1918 года, Шулькевич был мобилизован в РККА. Командовал бронеавтомобилем дивизиона броневых автомобилей Красной гвардии Петрограда. В августе 1918 года на Восточном фронте Гражданской войны перешел к белым. Стал командиром 1-го Казанского стрелкового полка, затем — 1-го Степного Сибирского стрелкового полка (с декабря 1918 года — 51-й Сибирский, с января 1919 года — 18-й Степной Сибирский Павлодарский). Был помощником начальника Сводной стрелковой дивизии (позже — 15-я Омская Сибирская дивизия). Генерал-майор с октября 1919 года. В ноябре-декабре этого же года служил в канцелярии военного Министерства. Был участником Сибирского Ледяного похода, в ходе которого заболел тифом и остался на территории, занятой частями РККА. В апреле 1924 года перебрался в Маньчжурию, где работал шофером и конторщиком на КВЖД. Был членом объединения лейб-гвардии Егерского полка в Харбине. Входил в комитет по охране русских военных кладбищ в Квантунской области. После занятия территории Маньчжурии Советской армией, в 1945 году был арестован органами СМЕРШ и вывезен в СССР, где осужден и провел 10 лет в советских лагерях. После освобождения уехал в США.
Умер в Сан-Франциско 2 апреля 1963 года и был похоронен на сербском кладбище города Колма близ Сан-Франциско.
Жена — Наталия Алексеевна Шулькевич, дочь — Ольга Борисовна.

## Награды
- Был награждён орденами Св. Станислава 3-й степени (1911), Св. Анны 4-й степени (1914), Св. Анны 3-й степени с мечами и бантом (1914), Св. Станислава 2-й степени с мечами (1915), Св. Владимира 4-й степени с мечами и бантом (1915), Св. Анны 2-й степени с мечами (1915); мечами и бантом к ордену Св. Станислава 3-й степени (1915), Св. Георгия 4-й степени (1915), Георгиевским оружием (1916).